# Joseph Munsch

Joseph Munsch

Joseph Munsch, auch Josef Munsch (* 4. Oktober 1832 in Linz; † 28. Februar 1896 in München) war ein österreichischer Historien- und Genremaler.

## Leben

### Familie
Joseph Munsch war der Sohn von Kajetan Munsch, der ein Kunst- und Vergolder-Geschäft in der Hafnerstr. 12 in Linz betrieb; bei dem Maler Leopold Munsch handelte es sich vermutlich um seinen Bruder.
1865 heiratete er in München Wilhelmine Anna (geb. Schöllhorn).

### Werdegang
Joseph Munsch war anfangs als Vergolder im Geschäft seines Vaters tätig, bevor er zu seinem Onkel Joseph Radspieler nach München ging, um dort weiterhin als Vergolder tätig zu sein.
Er kam dann aber wegen seiner künstlerischen Begabung am 14. November 1851 auf die Münchner Kunstakademie und wurde dort durch Philipp Foltz gefördert. Bereits 1856 war er in der Lage, sein Werk Konradin und Friedrich von Baden vernehmen das Todesurtheil nach den Regeln der Schule zu erstellen, sodass es im Münchener Kunstverein ausgestellt wurde. Kurz darauf folgten seine Bilder Rudolf von Habsburg nach der Schlacht auf dem Marchfelde vor der Leiche Ottokars von Böhmen, 1860 Herzog Alba auf dem Rudolstätter Schloss und 1864 die Ermordung des Herzogs von Guise.
In früheren Jahren malte er heitere Tanzkarten zu den Faschingsfesten in München.
Auf Betreiben Adalbert Stifters erhielt er 1857 von der oberösterreichischen Landesregierung ein Reisestipendium nach Italien und ließ sich nachher in München nieder. 
Er erhielt unter anderem den Auftrag, drei Fresken für das Bayerische Nationalmuseum zu erstellen und so entstanden Pilgerzug des Grafen Ekkehart von Schyren nach Palästina und Scene aus dem Bauernkrieg sowie Herzog Wilhelm V. als Armenvater. Als viertes Bild vollendete er das von seinem Freund Adam Huber (1825–1863) begonnenes Werk, dessen Honorar er den Hinterbliebenen zukommen ließ.
Er malte später verschiedene Genrebilder, bevor er sich der Kleinmalerei zuwendete. Mitte der 1880er Jahre wurde er auch als deutscher Meissonier bezeichnet.
1885 malte er, gemeinsam mit Robert Beyschlag, eine Serie von Schattenbildern, unter anderem Aus dem Anglerleben und zum Deutschen Fischertag.
Er wurde 1890 in die Jury für die Münchner Jahresausstellung im Glaspalast gewählt.
Er beteiligte sich an der Ausschmückung der Schlösser Ludwigs II. im Schloss Neuschwanstein und malte Fresken, die die Sage der Nibelungen darstellten. Auf Herrenchiemsee schuf er Gemälde nach Originalen aus dem Schloss Versailles im ersten Vorzimmer und Deckengemälde im Spiegelsaal sowie im Kriegs- und Friedenssalon.
Seine Bilder wurden auch in den zeitgenössischen Illustrierten, unter anderem in der Die Gartenlaube, reproduziert.
Josef Munsch verstarb 1896 im Alter von 63 Jahren an einer plötzlichen Lungenentzündung.
Sein Nachlass wurde zugleich mit den Sammlungen des Malers Karl Appold Ende Januar 1897 durch den Münchner Antiquar Georg Mößel versteigert.

## Grabstätte

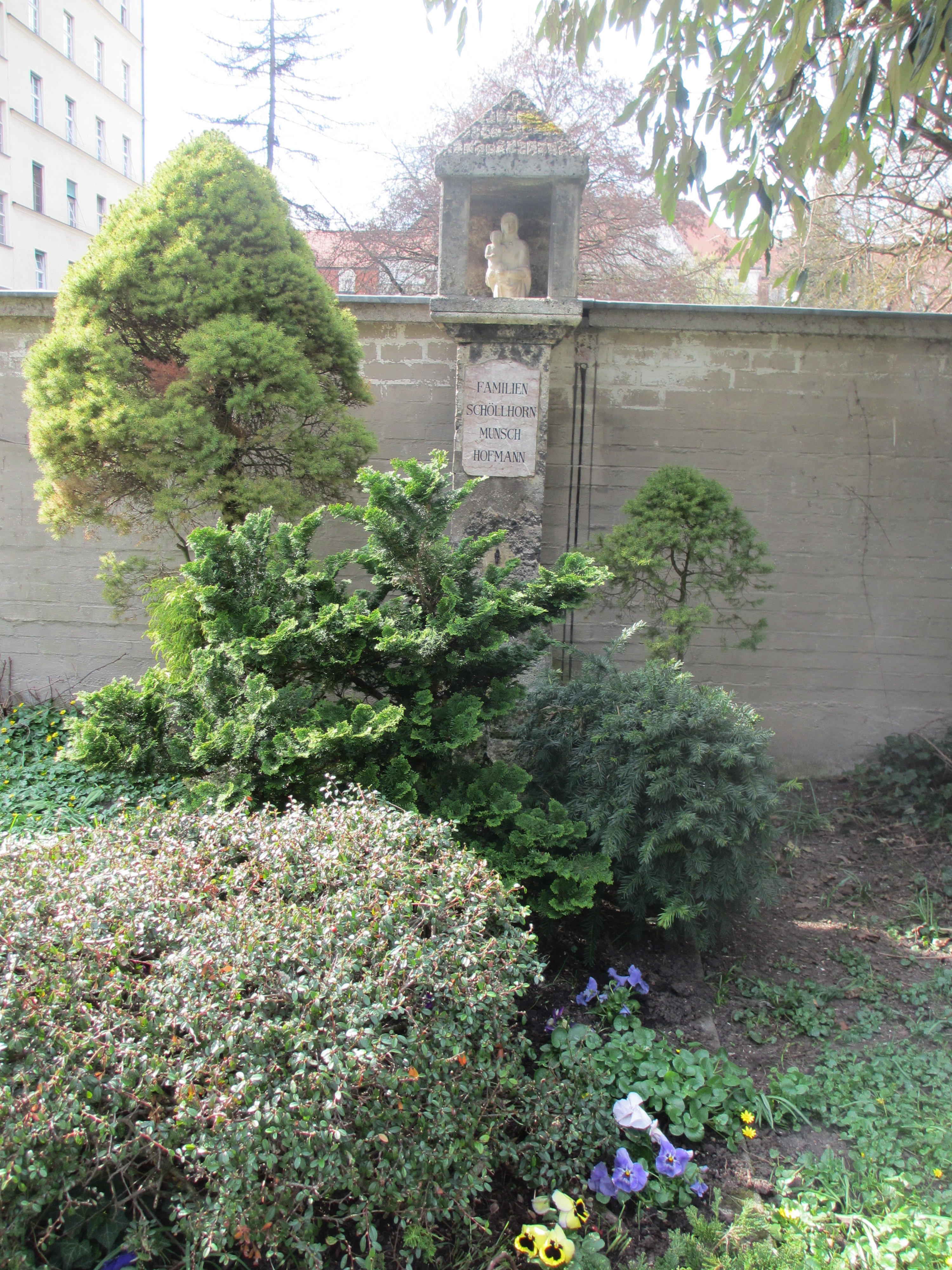
Grab von Josef Munsch auf dem Alten Südlichen Friedhof in München

Die Grabstätte von Josef Munsch befindet sich auf dem Alten Südlichen Friedhof in München (Mauer Rechts Platz 166 bei Gräberfeld 6) Standort.

## Ausstellungen
Joseph Munsch war auf vielen Ausstellungen in München, Wien, Berlin, Paris und London vertreten.

## Mitgliedschaften
- Joseph Munsch war Mitglied des 1815 gegründeten Polytechnischen Vereins[7] in München.[8]

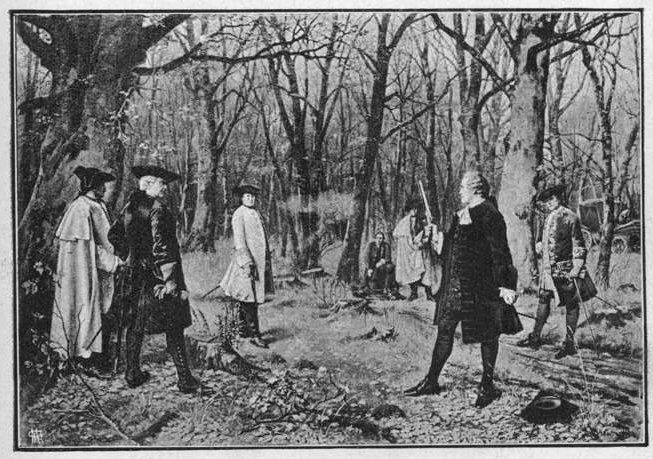
Ehrenhandel

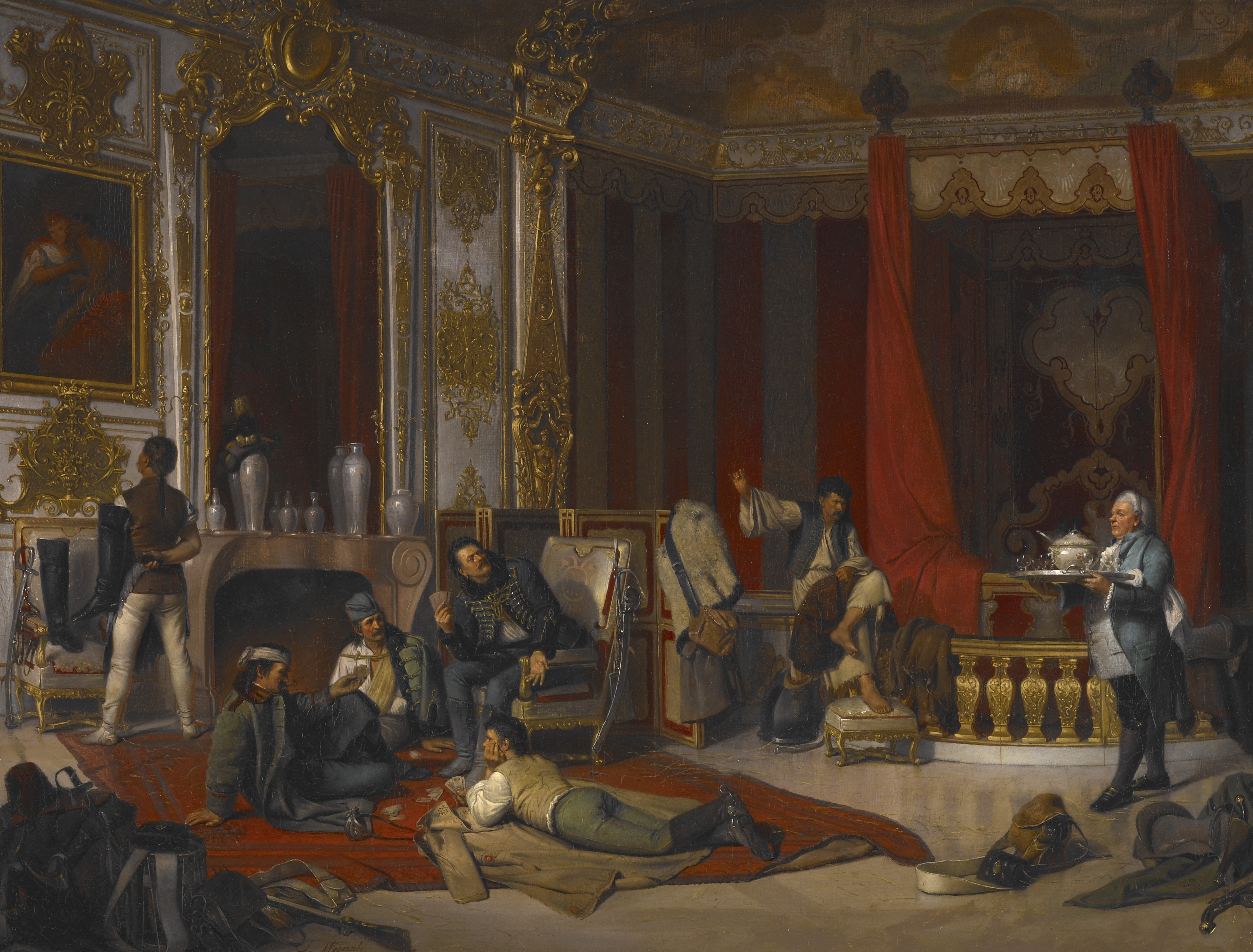
Einquartierung in einem fürstlichen Prunkschlosse

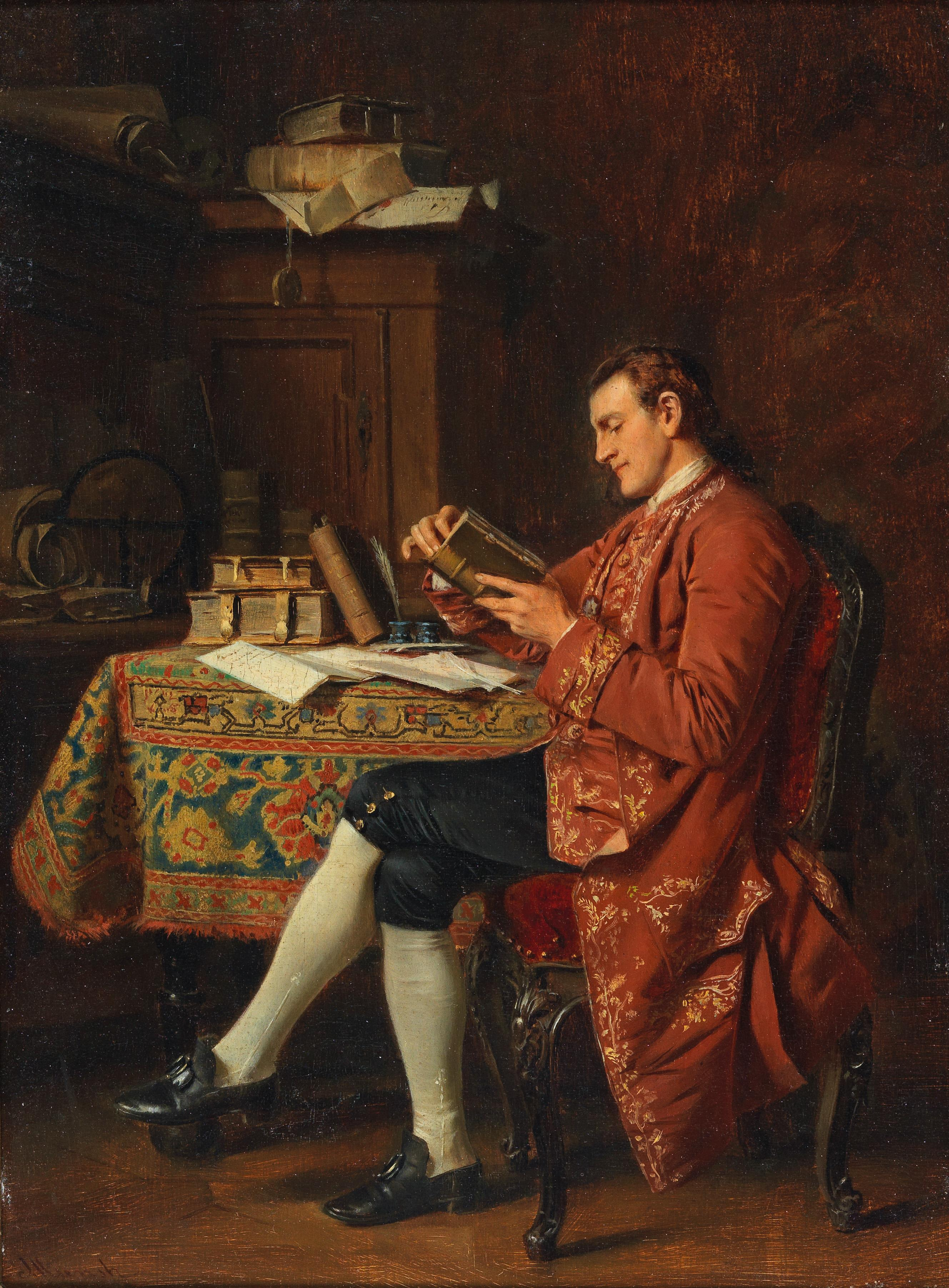
Joseph Munsch: Der Bücherfreund, vor 1896

## Werke (Auswahl)
- Konradin und Friedrich von Baden vernehmen das Todesurtheil;[9]
- Rudolf von Habsburg nach der Schlacht auf dem Marchfelde vor der Leiche Ottokars von Böhmen;
- Herzog Alba auf dem Rudolstätter Schloss. 1860;
- Ermordung des Herzogs von Guise. 1864;
- Einquartierung in einem fürstlichen Prunkschlosse. 1865;
- Rettung eines Findlings. 1866;
- Wahrsagende Zigeunerin. 1867;
- Concert. 1868;
- Premiere einer Virtuosin. 1868;
- Rekruten. 1868;
- Brautzug. 1870;
- Erklärung. 1870;
- Werbende Krieger. 1871;
- Kriegsabenteuer-Erzählung. 1873.
- Maler auf der Studienreise. 1874;
- Schachspieler. 1874;
- Festessen. 1876;
- Weinprobe. 1876;
- Betende Mädchen. 1877;
- Wichtige Berathung. 1878;
- Bildniß der Geliebten. 1878;
- Glück einer Mutter. 1879;
- Am Burgfenster. 1879;
- Verklingen eines Accords. 1886;[10]
- Portraitsitzung. 1886;
- Ehrenhandel. 1888.
- In der Bibliothek. 1892.
- Testamentseröffnung. 1895;
- Pilgerzug des Grafen Ekkehart von Scheyern nach Palästina;
- Aus dem Bauernkrieg;
- Herzog Wilhelm V. als Armenvater.
- Leckerbissen;
- Abschied;
- Die Würfelspieler;
- Nähunterricht.